# My smerti smotreli v lico
My smerti smotreli v lico (in cirillico Мы смерти смотрели в лицо, lett. "Abbiamo guardato in faccia la morte") è un film del 1980 diretto da Naum Borisovič Birman.

## Trama
Il film è ambientato nel marzo 1942. Il tenente Obrant riceve l'incarico di organizzare un gruppo di ballo. Ha trovato i suoi ex studenti ed è andato con loro al Fronte di Leningrado, dove hanno tenuto il loro primo concerto.